# Liste der Monuments historiques in Èvres
Die Liste der Monuments historiques in Èvres führt die Monuments historiques in der französischen Gemeinde Èvres auf.

## Liste der Immobilien
| Bezeichnung                   | Beschreibung                | Standort                | Kennzeichnung | Schutzstatus | Datum | Bild           |
| ----------------------------- | --------------------------- | ----------------------- | ------------- | ------------ | ----- | -------------- |
| Kirche St-Évence und Friedhof | Wehrkirche, bezeichnet 1535 | Rue Saint-Évence (Lage) | PA00106534    | Classé       | 1941  | weitere Bilder |

## Liste der Objekte
| Bezeichnung                                                        | Beschreibung                                      | Standort                       | Kennzeichnung | Schutzstatus | Datum | Bild |
| ------------------------------------------------------------------ | ------------------------------------------------- | ------------------------------ | ------------- | ------------ | ----- | ---- |
| Skulptur Heiliger Bernhard                                         | Stein, 17. Jahrhundert                            | in der Kirche St-Évence (Lage) | PM55002600    | Inscrit      | 2005  |      |
| Epitaph für Simon Boullard                                         | Kalkstein, bezeichnet 1683                        | in der Kirche St-Évence (Lage) | PM55001846    | Inscrit      | 1997  |      |
| Skulptur Heiliger Juventius                                        | mit Sockel; Holz, farbig gefasst, 18. Jahrhundert | in der Kirche St-Évence (Lage) | PM55001844    | Inscrit      | 1980  |      |
| Skulptur Johannes der Täufer                                       | Holz, farbig gefasst, 15. Jahrhundert             | in der Kirche St-Évence (Lage) | PM55001845    | Inscrit      | 1996  |      |
| Skulptur Madonna mit Kind                                          | Holz, farbig gefasst, 18. Jahrhundert             | in der Kirche St-Évence (Lage) | PM55002599    | Inscrit      | 2005  |      |
| Grabstein für Gauchier de Villemorien und Marguerite de Broulières | Stein, bezeichnet 1533                            | in der Kirche St-Évence (Lage) | PM55000245    | Classé       | 1939  |      |